# Marilhou
Le Marilhou est une rivière française du Massif central, affluent de la Sumène et sous-affluent de la Dordogne.

## Géographie
Il prend sa source dans le Parc naturel régional des Volcans d'Auvergne, dans le Cantal vers 1 150 m d’altitude, sur la commune de Saint-Vincent-de-Salers, à trois kilomètres au nord-est du bourg, en bordure du bois de Marilhou.
Il se jette dans la Sumène en rive gauche, deux kilomètres au sud-ouest de Bassignac.

## Hydrologie
Ses principaux affluents sont :
- en rive droite, le Varleix,
- en rive droite, le Mardaret (ou Marderet).

## Nature et patrimoine
- Le Marilhou, comme plusieurs autres cours d’eau du bassin versant de la Sumène, est répertorié dans le Réseau Natura 2000 comme site très important pour la conservation de la loutre (lutra lutra)[1].

- Les gorges du Marilhou sont également répertoriées comme site important  pour les forêts de pentes, éboulis ou ravins du Tilio-Acerion (forêts à tilleul et à érables)[2].